# Symphaedra emalea
Symphaedra emalea är en fjärilsart som beskrevs av Guérin-meneville 1843. Symphaedra emalea ingår i släktet Symphaedra och familjen praktfjärilar. Inga underarter finns listade i Catalogue of Life.